# دسی اسلاوا
دسیسلوا ایوانووا دونوا (بلغاری: Десислава Иванова Донева ; متولد ۷ مارس ۱۹۷۹) که با نام هنری دسی اسلاوا (بلغاری: Деси Слава شناخته می‌شود) یا DESS، خواننده، ترانه‌سرا و تهیه‌کننده بلغاری است. او در رادنوو، بلغارستان به دنیا آمد. اولین حضور او روی صحنه از سنین پایین آغاز شد، زمانی که او جوایزی را در جشنواره‌های کودکان دریافت می‌کرد. مدت کوتاهی پس از آن، او سولیست ارکستر «رادنوو» شد. این باعث شد که او مورد توجه یکی از مشهورترین خوانندگان فولکلور بلغاری در تمام دوران - والکانا استویانووا قرار گیرد، که او را زیر بال خود گرفت، او را مربی کرد و دسیسلاوا را وارث احتمالی موسیقی خود اعلام کرد.
هنگامی که او ۱۸ ساله بود، بزرگ‌ترین شرکت موسیقی در بلغارستان Payner Music به او پیشنهاد قرارداد داد و او اولین آلبوم استودیویی خود را با نام "I Got No Problems" (مشکلات Нямам) منتشر کرد.
سال بعد، او دومین آلبوم استودیویی خود را منتشر کرد (سر یا دم) که مورد تحسین منتقدان قرار گرفت و فروش بسیار خوبی داشت و به جایگاه طلایی رسید. سومین آلبوم استودیویی او در سال ۲۰۰۳ منتشر شد و مورد استقبال رسانه‌ها و مردم قرار گرفت.
در سال ۲۰۰۲ دونوا پس از گذراندن یک سال در ایالات متحده، Мистерия (راز) را منتشر کرد. آلبوم جدید رسانه‌ها و طرفداران را غافلگیر کرد و دسیسلاوا را از نظر موسیقایی و ظاهری به شکلی جدید معرفی کرد.

## دیسکوگرافی
- «هیچ مشکلی» - ۱۹۹۸
- «کلاه سر و دم ها» - ۲۰۰۰
- «در ابد» - ۲۰۰۱
- «سرآمیزی» - ۲۰۰۲
- «عشق فقط یک احساس است» - ۲۰۰۴
- «با هم» - ۲۰۰۴
- «راه گرم» - ۲۰۰۵
- «حلم‌های شیرین» - ۲۰۰۶
- «به قلب خود گوش بده» - ۲۰۰۹